# Pierres Martine
Les pierres Martine sont un groupe de deux menhirs situés à Solre-le-Château, dans le département français du Nord.

## Protection
Les menhirs sont classés au titre des monuments historiques en 1862.

## Description
Le menhir encore debout mesure 2,50 m de hauteur, il est incliné. Le second menhir est brisé et renversé au sol, il mesure 1,80 m de long. Des silex taillés ont été trouvés près des menhirs. Les deux pierres sont en grès landénien.
Selon la tradition, les pierres auraient été déposées par saint Martin, et l'une d'entre elles comporte un creux formé par le dos de saint Martin qui s'était reposé dessus.